# Alterações fibrocísticas da mama
As alterações fibrocísticas da mama são uma condição das mamas em que poder haver dor, cistos mamários e massas mamárias. Os seios podem ser descritos como “protuberantes” ou “pegajosos”. Os sintomas podem piorar durante o ciclo menstrual. Não está associada ao câncer.
Os fatores de risco incluem idade precoce no primeiro período menstrual e ter filhos tardiamente ou não ter filhos. Não é uma doença, mas representa alterações normais da mama. O diagnóstico normalmente envolve descartar o câncer de mama. A alteração fibrocística inclui fibroadenomas, fibrose e papilomas da mama.
O tratamento pode envolver educação sobre a condição, um sutiã bem ajustado e analgésicos. Ocasionalmente, danazol ou tamoxifeno podem ser usados para tratar a dor. Estima-se que até 60% das mulheres sejam afetadas. É mais comum entre 30 e 50 anos.